# Sättna socken
Sättna socken i Medelpad ingår sedan 1971 i Sundsvalls kommun och motsvarar från 2016 Sättna distrikt.
Socknens areal är 217,60 kvadratkilometer, varav 211,40 land. År 2000 fanns här 1 667 invånare. Tätorten Kovland och den däri uppgångna kyrkbyn Sättna med sockenkyrkan Sättna kyrka ligger i socknen.

## Administrativ historik
Sättna socken har medeltida ursprung.
Vid kommunreformen 1862 övergick socknens ansvar för de kyrkliga frågorna till Sättna församling och för de borgerliga frågorna bildades Sättna landskommun. Landskommunen inkorporerades 1952 i Selångers landskommun som 1965 uppgick i Sundsvalls stad som 1971 ombildades till Sundsvalls kommun.
1 januari 2016 inrättades distriktet Sättna, med samma omfattning som församlingen hade 1999/2000.
Socknen har tillhört fögderier, tingslag och domsagor enligt vad som beskrivs i artikeln Medelpad.  De indelta båtsmännen tillhörde Första Norrlands andradels båtsmanskompani.

## Geografi
Sättna socken ligger nordväst om Sundsvall kring Sättnaån. Socknen har dalgångsbygd vid vattendragen och höglänta skogsbygder däromkring med höjder som i Storberget når 430 meter över havet.

## Orter med folkmängd
Sättna har bestått av byar och andra bostadsorter med antal skrivna på orterna enligt följande:
| Ort          | Typ           | Folkmängd 1890 |
| ------------ | ------------- | -------------- |
| Bjärme       | by            | 210            |
| Brödlösa     | by            | 42             |
| Byn          | by            | 195            |
| Bäckegren    | by            |                |
| Djupdalen    | by            |                |
| Flata        | by            | 43             |
| Gravtjärn    | by            | 37             |
| Gårdtjärn    | by            | 289            |
| Lövsätt      | by            | 145            |
| Nora         | by            | 137            |
| Norafors     |               | 156            |
| Nordansjö    | by            | 25             |
| Norrkovland  | by            | 24             |
| Näsvattnet   | by            |                |
| Prästbordet  | prästboställe | 16             |
| Rösåsen      | by            | 121            |
| Solum        | by            | 80             |
| Storbränna   | del av by     |                |
| Strömås      | by            | 105            |
| Tösta        | by            | 9              |
| Västansjö    | by            | 144            |
| Ytterkovland | by            | 46             |
| Östanå       | by            | 81             |
| Överkovland  | by            | 121            |
| Summa        |               | 2 026          |
| Obefintliga  |               | 12             |

### Fäbodar
Följande orter är eller har varit fäbodar:

- Burtjärnbodarna
- Flatabodarna
- Däldensbodarna
- Fäboddalarna
- Fäbodmyran
- Kovlandbodarna
- Kovlebodarna
- Krångebodarna*
- Rigsvedbodarna
- Selebodarna
- Sotbodarna
- Tjocklunbodarna* (i nutid skogstrakt)
- Östanåbodarna

*) Förr fäbodar 

### Sjöar
- Bladtjärnen
- Bodtjärnen
- Gåltjärnen
- Gäddtjärnen
- Hamptjärnen
- Högsjön
- Mellantjärnen

## Fornlämningar
Från järnåldern har anträffats två gravfält och en fornborg. En runsten, Igulstenen, är känd från Byn.

## Namnet
Namnet (1543 Settne) har antagits vara plural av setn, 'uppehållsort; boplats' med oklar syftning.

## Befolkningsutveckling
| Befolkningsutvecklingen i Sättna socken 1750–1990                                                        | Befolkningsutvecklingen i Sättna socken 1750–1990 | Befolkningsutvecklingen i Sättna socken 1750–1990 | Befolkningsutvecklingen i Sättna socken 1750–1990 | Befolkningsutvecklingen i Sättna socken 1750–1990 |
| --- | ------------------------------------------------- | ------------------------------------------------- | ------------------------------------------------- | ------------------------------------------------- |
| |                                                   |                                                   |                                                   |                                                   |
| År |                                                   |                                                   | Folkmängd                                         |                                                   |
| 1750 | 1750                                              |                                                   | 493                                               |                                                   |
| 1760 | 1760                                              |                                                   | 521                                               |                                                   |
| 1769 | 1769                                              |                                                   | 582                                               |                                                   |
| 1790 | 1790                                              |                                                   | 1 658                                             |                                                   |
| 1810 | 1810                                              |                                                   | 991                                               |                                                   |
| 1820 | 1820                                              |                                                   | 1 156                                             |                                                   |
| 1830 | 1830                                              |                                                   | 1 486                                             |                                                   |
| 1840 | 1840                                              |                                                   | 1 428                                             |                                                   |
| 1850 | 1850                                              |                                                   | 1 560                                             |                                                   |
| 1860 | 1860                                              |                                                   | 1 824                                             |                                                   |
| 1870 | 1870                                              |                                                   | 1 902                                             |                                                   |
| 1880 | 1880                                              |                                                   | 1 853                                             |                                                   |
| 1890 | 1890                                              |                                                   | 2 026                                             |                                                   |
| 1900 | 1900                                              |                                                   | 2 067                                             |                                                   |
| 1910 | 1910                                              |                                                   | 2 041                                             |                                                   |
| 1920 | 1920                                              |                                                   | 2 055                                             |                                                   |
| 1930 | 1930                                              |                                                   | 2 015                                             |                                                   |
| 1940 | 1940                                              |                                                   | 1 965                                             |                                                   |
| 1950 | 1950                                              |                                                   | 1 866                                             |                                                   |
| 1960 | 1960                                              |                                                   | 1 753                                             |                                                   |
| 1970 | 1970                                              |                                                   | 1 432                                             |                                                   |
| 1980 | 1980                                              |                                                   | 1 353                                             |                                                   |
| 1990 | 1990                                              |                                                   | 1 602                                             |                                                   |
| Anm: Källor: Umeå universitet - Tabellverket 1749-1859, Demografiska databasen, CEDAR, Umeå universitet. |                                                   |                                                   |                                                   |                                                   |